# Zhuangwei
Zhuangwei (壯圍鄉S, Zhuàngwéi XiāngP) è un comune di Taiwan, situato nella provincia di Taiwan e nella contea di Yilan.